# 歌川小芳盛
歌川 小芳盛（うたがわ こよしもり、生没年不詳）とは、明治時代の浮世絵師。

## 来歴
歌川芳盛の門人かといわれる。歌川の画姓を称し一交斎と号す。作画期は明治とされ、錦絵を描く。

## 作品
- 「浮世又平名絵の誉」　大判錦絵2枚続　早稲田大学図書館所蔵　※慶応4年（1868年）
- 「流行兎咄し」　大判錦絵　都立図書館所蔵　※明治6年（1873年）
- 「しん板三枚つゞき　狂言尽」　大判錦絵　※明治7年